# Тектонічні вікна

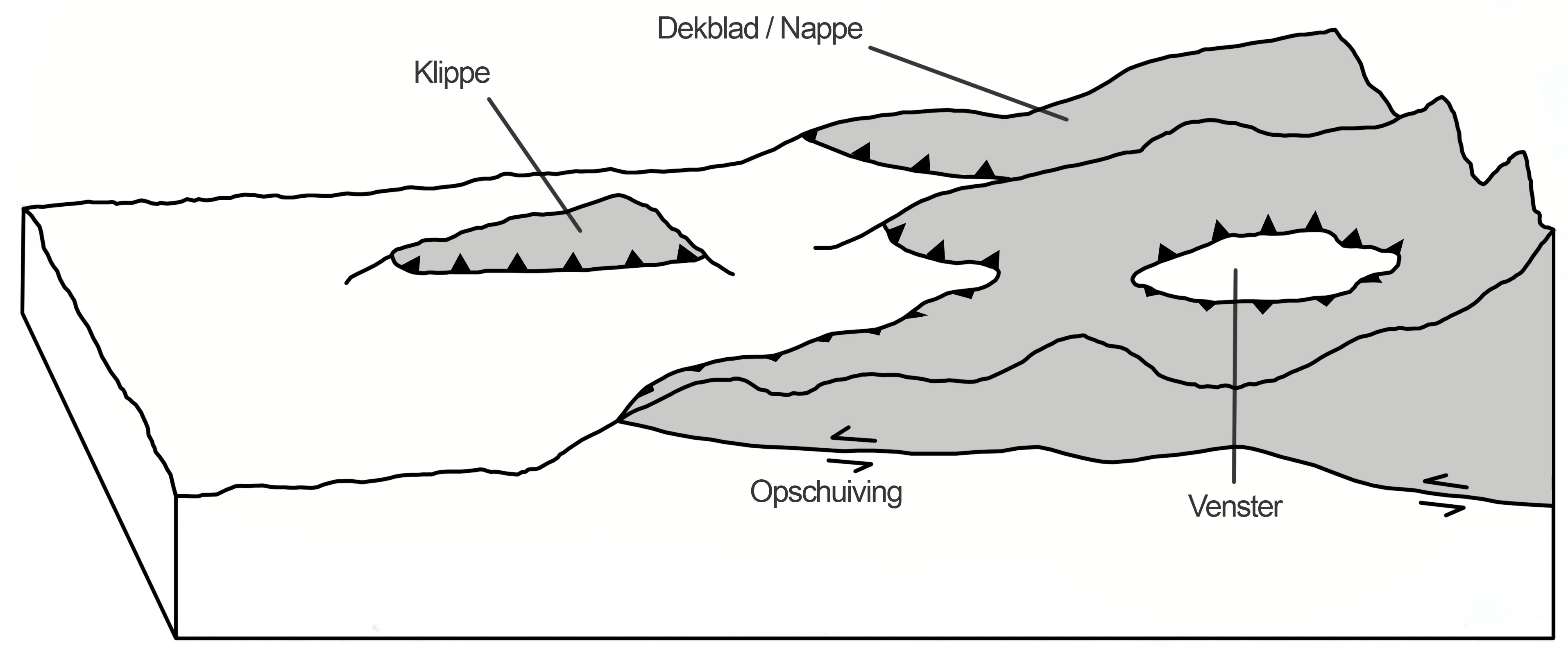
Тектонічне вікно (праворуч) в тектонічному покриві.

Тектонічні вікна (рос. тектонические окна, англ. tectonic windows, inliers; нім. Fenster n, tektonisches Fenster n) — ізольовані ділянки основи тектонічного покриву — автохтону, які виступають на поверхню з-під тектонічного покриву — алохтону в результаті його ерозії. Елемент структури тектонічних покривів.